# Championnat d'Écosse de football 1937-1938
Navigation
Édition précédente Édition suivante
La 48e édition du championnat d'Écosse de football est remportée par  le Celtic FC. C’est son 20e titre de champion. Le club de Glasgow  gagne avec trois points d’avance sur Heart of Midlothian.  Le Rangers FC complète le podium.
Le système de promotion/relégation reste en place: descente et montée automatique, sans matchs de barrage pour les deux derniers de première division et les deux premiers de deuxième division. Dundee FC et Greenock Morton descendent en deuxième division. Ils sont remplacés pour la saison 1938/39 par Raith Rovers et Albion Rovers.
Avec 40 buts marqués en 38 matchs,  Andy Black d’Heart of Midlothian remporte pour la première fois le titre de meilleur buteur du championnat.

## Les clubs de l'édition 1937-1938
| Club                              | Ville      |
| --------------------------------- | ---------- |
| Aberdeen Football Club            | Aberdeen   |
| Arbroath Football Club            | Arbroath   |
| Ayr United Football Club          | Ayr        |
| Celtic Football Club              | Glasgow    |
| Clyde Football Club               | Glasgow    |
| Dundee Football Club              | Dundee     |
| Falkirk Football Club             | Falkirk    |
| Hamilton Academical Football Club | Hamilton   |
| Heart of Midlothian Football Club | Édimbourg  |
| Hibernian Football Club           | Leith      |
| Kilmarnock Football Club          | Kilmarnock |
| Greenock Morton Football Club     | Greenock   |
| Motherwell Football Club          | Motherwell |
| Partick Thistle Football Club     | Glasgow    |
| Queen of the South Football Club  | Dumfries   |
| Queen's Park Football Club        | Glasgow    |
| Rangers Football Club             | Glasgow    |
| Saint Johnstone Football Club     | Perth      |
| Saint Mirren Football Club        | Paisley    |
| Third Lanark Athletic Club        | Glasgow    |

## Compétition

### Classement
Le classement est établi sur le barème de points classique (victoire à 2 points, match nul à 1, défaite à 0).
| Rang | Équipe              | Pts | J  | G  | N  | P  | Bp  | Bc  | Diff |
| ---- | ------------------- | --- | -- | -- | -- | -- | --- | --- | ---- |
| 1    | Celtic FC           | 61  | 38 | 27 | 7  | 4  | 114 | 42  | +72  |
| 2    | Heart of Midlothian | 58  | 38 | 26 | 6  | 6  | 90  | 50  | +40  |
| 3    | Rangers FC T        | 49  | 38 | 18 | 13 | 7  | 75  | 49  | +26  |
| 4    | Falkirk FC          | 47  | 38 | 19 | 9  | 10 | 82  | 52  | +30  |
| 5    | Motherwell FC       | 44  | 38 | 17 | 10 | 11 | 78  | 69  | +9   |
| 6    | Aberdeen            | 39  | 38 | 15 | 9  | 14 | 74  | 59  | +15  |
| 7    | Partick Thistle FC  | 39  | 38 | 15 | 9  | 14 | 68  | 70  | -2   |
| 8    | Saint Johnstone     | 39  | 38 | 16 | 7  | 15 | 78  | 81  | -3   |
| 9    | Third Lanark AC     | 35  | 38 | 11 | 13 | 14 | 68  | 73  | -5   |
| 10   | Hibernian FC        | 35  | 38 | 11 | 13 | 14 | 57  | 65  | -8   |
| 11   | Arbroath FC         | 35  | 38 | 11 | 13 | 14 | 58  | 79  | -21  |
| 12   | Queen's Park FC     | 34  | 38 | 11 | 12 | 15 | 59  | 74  | -15  |
| 13   | Hamilton Academical | 33  | 38 | 13 | 7  | 18 | 81  | 76  | +5   |
| 14   | Saint Mirren        | 33  | 38 | 14 | 5  | 19 | 58  | 66  | -8   |
| 15   | Clyde FC            | 33  | 38 | 10 | 13 | 15 | 68  | 78  | -10  |
| 16   | Queen of the South  | 33  | 38 | 11 | 11 | 16 | 58  | 71  | -13  |
| 17   | Ayr United P        | 33  | 38 | 9  | 15 | 14 | 66  | 85  | -19  |
| 18   | Kilmarnock FC       | 33  | 38 | 12 | 9  | 17 | 65  | 91  | -26  |
| 19   | Dundee FC           | 32  | 38 | 13 | 6  | 19 | 70  | 74  | -4   |
| 20   | Greenock Morton P   | 15  | 38 | 6  | 3  | 29 | 64  | 127 | -63  |

| Légende : Qualifications et relégations | Légende : Qualifications et relégations                           |
| --------------------------------------- | ----------------------------------------------------------------- |
|                                         | Champion d'Écosse                                                 |
|                                         | Relégation en deuxième division                                   |
|                                         | T : Tenant du titre C : Vainqueur de la Coupe d'Écosse P : Promus |

## Bilan de la saison
| Tableau d'Honneur                |           |
| Compétition                      | Vainqueur |
| Championnat d'Écosse de football | Celtic FC |
| Coupe d'Écosse de football       | East Fife |

| Promotions et relégations |                            |
| Promus                    | Raith Rovers Albion Rovers |
| Relégués                  | Dundee FC Greenock Morton  |

## Statistiques

### Meilleur buteur
1. Andy Black, Heart of Midlothian, 40 buts